# Liste der Mitglieder der Deutschen Akademie der Naturforscher Leopoldina/1740
Die Liste der Mitglieder der Deutschen Akademie der Naturforscher Leopoldina für 1740 enthält alle Personen, die im Jahr 1740 zum Mitglied ernannt wurden. Insgesamt gab es zwölf neu gewählte Mitglieder.

## Mitglieder
| Nr. | Name                          | Beiname                 | Geboren       | Aufnahme | Gestorben     | Bild                                                                                 | Datenbank |
| --- | ----------------------------- | ----------------------- | ------------- | -------- | ------------- | ------------------------------------------------------------------------------------ | --------- |
| 497 | Johann Burman                 | Dioscorides III.        | 26. Apr. 1706 | 26. Jan. | 20. Apr. 1779 | Johannes Burman                                                                      | 2229      |
| 498 | Gottlieb Heinrich Kannegießer | Telamon II.             | 22. Juli 1712 | 18. Feb. | 26. Aug. 1792 |                                                                                      | 4044      |
| 499 | Karl Friedrich Hundertmark    | Hesperus II.            | 11. Apr. 1715 | 5. Mai   | 8. Mai 1762   | Karl Friedrich Hundertmark                                                           | 3932      |
| 500 | Johann Daniel Schlichting     | Nymphodorus II.         | 23. Jan. 1705 | 25. Apr. | 10. Mai 1770  |                                                                                      | 6454      |
| 501 | Johann Albrich                | Chrysippus II.          | 1687          | 14. Mai  | 1750          |                                                                                      | 1613      |
| 502 | Johann Jacob Ritter           | Mundinus II.            | 15. Juli 1714 | 25. Jun. | 23. Nov. 1784 |                                                                                      | 6233      |
| 503 | Johann Georg Hoffmann         | Cassius Mutinensis      | 8. Okt. 1712  | 20. Aug. |               |                                                                                      | 3871      |
| 504 | Albert Ritter                 | Chrysermus II.          | 12. Mai 1682  | 5. Sep.  | 1755          |                                                                                      | 6232      |
| 505 | Johann Jakob Kirsten          | Hermes IV.              | 18. Mai 1710  | 20. Sep. | 4. Jan. 1765  |                                                                                      | 4609      |
| 506 | Samuel Gotthold Lange         | Apollonius Pergaeus II. | 24. März 1711 | 14. Okt. | 25. Juni 1781 | Samuel Gotthold Lange, Gemälde von Joseph Ignatius Span, 1758, Gleimhaus Halberstadt | 2469      |
| 507 | Johann Sebastian Edleber      | Eudemus II.             | 1708          | 13. Nov. | 25. März 1742 |                                                                                      | 2591      |
| 508 | Joannes Grashuis              | Mantias II.             | 1699          | 12. Dez. | 1772          |                                                                                      | 3009      |

## Hinweis zu den Lebensdaten
In der Liste sind zunächst die Lebensdaten gemäß Archiv der Leopoldina aufgenommen. Die Lebensdaten im Namensartikel können daher von den Lebensdaten in der Liste abweichen.